# Bjørn Tore Hoem
Bjørn Tore Hoem Nilsen (Eresfjord, 12 april 1991) is een Noors wielrenner die anno 2018 rijdt voor Joker Icopal.

## Overwinningen
2015
5e etappe Ronde van Normandië
1e etappe Ronde van de Elzas

## Ploegen
- 2011 –  Plussbank Cervélo
- 2012 –  Plussbank-BMC
- 2013 –  Team Plussbank
- 2014 –  Team Sparebanken Sør
- 2015 –  Team Joker
- 2016 –  Team Joker Byggtorget[1]
- 2017 –  Joker Icopal
- 2018 –  Joker Icopal

Aakvik · Aasvold · Frivold · Grøndahl · Hoem · Murum · Kvålsvoll · Laengen · Mørland · Sivertsen · Strandberg
Aakvik · Aasvold · Enger · Frivold · Grøndahl · Hoem · Kvålsvoll · Laengen · Mørland · Strandberg · Erland (stagiair) · Hodnebrog (stagiair)
Aasvold · Enger · Erland · Hodnebrog · Hoem · Jansen · Johansson · Larsen · Lunke · Mørland · Røinås · Schmidt · Vangstad (stagiair)
Aasvold · Enger · Erland · Hodnebrog · Hoem · Jansen · Kaggestad · Larsen · Lunke · Mørland · Røinås · Schmidt · Vangstad
Borgersen · Eiking · Hoelgaard · Hoem · Jansen · Korsæth · Laengen · Lindau · Lunke · Skaarseth · Stien · Wilson · Halvorsen (stagiair)
Aasheim · Dahl · Evensen · Forfang · Hagen · Hoelgaard · Hoem · Knotten · Røinås · Skjerping · Tiller · Vangstad